# Museum of Contemporary Art (Chicago)
Il Museum of Contemporary Art (MCA) è un museo di arte contemporanea situato nel centro della città statunitense di Chicago nell'Illinois. Il museo, fondato nel 1967, ospita una collezione di circa duecento opere d'arte che vanno dal dopoguerra ad giorni nostri. L'attuale sede, inaugurata tra il 21 e il 22 giugno 1996, è stata progettata dall'architetto Tedesco Josef Paul Kleihues.
Tra gli altri fanno parte della collezione permanente del museo alcune opere di Andy Warhol e Alexander Calder.